# Leopoldo Grimaldi
Leopoldo Grimaldi (Campobasso, 1838 – Campobasso, 1920) è stato un pittore italiano.
In giovane età, le sue doti artistiche, gli permisero di ottenere un sussidio da parte dell'allora Provincia del Molise per entrare all'Accademia di belle arti di Napoli.
A completamento del suo percorso accademico tornò a Campobasso per dedicarsi alla pittura e all'insegnamento.
Pittore di spicco nel territorio molisano, ottenne l'onorificenza di cavaliere di cui si trova menzione nelle firme poste sul retro di alcune sue opere.
Morì nel 1920 a Campobasso, le sue spoglie riposano nella parte antica del cimitero della stessa città. 
La tomba è a forma di piramide,  con scolpiti tavolozza, pennelli ed un'epigrafe dedicata dalla sua estimatrice S.A. Reale la Principessa di Lusignano 
Tra le sue opere il "Ritratto di Beatrice Cenci" ed il "Ritratto di bambino" custoditi presso il Palazzo Mazzarotta.
Altre sue opere sono conservate presso il Convitto Mario Pagano: un acquerello “Basilica di San Pietro”, una copia di “Davide con la testa di Golia” e “Cristoforo Colombo con il figlio in colloquio con i francescani”.
Presso il comune di Campobasso è conservata l'opera il "Pastorello" attribuita al Grimaldi anche se non firmata.
Presso il Castello di Capua a Gambatesa si trova un autoritratto dell'autore.